# تشاو روي
تشاو روي هي متزلجة فنية صينية، ولدت في 21 فبراير 1991.

## وصلات خارجية
- تشاو روي على موقع الاتحاد الدولي للتزلج (الإنجليزية)